# La Vie privée de Don Juan
Pour plus de détails, voir Fiche technique et Distribution.
La Vie privée de Don Juan (titre original : The Private Life of Don Juan) est un film britannique d'Alexander Korda, sorti en 1934.

## Synopsis
Après vingt ans d’exil, Don Juan désormais très âgé, revient vivre en secret à Séville en compagnie de son ami Leporello. Il apprend que sa femme Dolores a menacé de le faire jeter en prison pour s'être absenté sans donner de nouvelles. Un matin, il est surpris de constater que toute la ville sait qu’il est de retour et Rodrigo, un de ses admirateurs, le suit partout, voulant être comme lui. Il tente de faire bonne impression en lui montrant comment il mène ses aventures amoureuses. 
De son côté, Don Juan est décider à fuir en France mais Rodrigo est tué par un mari jaloux qui croit qu’il s'agissait de Don Juan et tout Séville le croit maintenant mort. Un livre et une pièce de théâtre de ses exploits sont alors écrits et Don Juan assume sa nouvelle vie sous l'identité du Capitaine Mariano. Il assiste à ses propres funérailles six mois plus tard, il affirme être Don Juan mais cela provoque l’amusement et l’incrédulité parmi son public. Il tente alors de discréditer la pièce de théâtre en la qualifiant de fiction mais sans résultats. personne ne le croit, même lorsque sa veuve est interrogée à son sujet.
Il défie alors Don Alfredo dans un duel à l’épée mais des gardes le traînent hors de la scène. Don Juan tente une dernière chance en interpellant sa femme Dolores, qui est assise dans une loge mais celle-ci feint de le connaitre. Devant l'entrée du théâtre, elle demande à Leporello de transmettre un message à Don Juan. Les deux ont alors une discussion, sous la fenêtre de son balcon, dans laquelle il lui déclare que Don Juan est bel et bien mort et qu'il souhaite désormais vivre auprès d'elle comme son époux. Convaincue par ses paroles, Dolores fait descendre une corde pour qu’il puisse grimper dans sa chambre. 
Se prenant dans les bras, elle dit : « Toute femme veut Don Juan, mais seulement pour elle-même ».

## Fiche technique
- Titre français usuel : La Vie privée de Don Juan
- Titre original : The Private Life of Don Juan
- Réalisation : Alexander Korda
- Scénario : Frederick Lonsdale, Lajos Biró, d'après la pièce L'Homme à la rose d'Henry Bataille
- Direction artistique : Vincent Korda
- Décors : Francis Hallam
- Costumes : Oliver Messel
- Photographie : Georges Périnal, assisté d'Osmond Borradaile (cadreur)
- Son : A.W. Watkins
- Montage : Harold Young
- Musique : Ernst Toch, thème de Don Juan par Mischa Spoliansky
- Lyrics : Arthur Wimperis
- Direction musicale : Muir Mathieson
- Production : Alexander Korda
- Société de production : London Film Productions
- Société de distribution : United Artists
- Pays d'origine :  Royaume-Uni
- Langue originale : anglais
- Format : noir et blanc — 35 mm — 1,37:1 — son Mono (Western Electric Noiseless Recording)
- Genre : comédie dramatique
- Durée : 89 minutes
- Dates de sortie : Royaume-Uni, 28 août 1934

## Distribution
- Douglas Fairbanks : Don Juan
- Merle Oberon : Antonita
- Bruce Winston : le cafetier
- Gina Malo : Pepita
- Benita Hume : Dolores, la femme de Don Juan
- Binnie Barnes : Rosita
- Melville Cooper : Leporello
- Owen Nares : un acteur
- Heather Thatcher : une actrice
- Diana Napier
- Joan Gardner : Carmen
- Gibson Gowland : Don Ascanio
- Barry MacKay : Rodrigo
- Claud Allister : un duc
- Athene Seyler : Theresa
- Hindle Edgar : Don Alfredo
- Natalie Paley : la femme de Don Alfredo
- Patricia Hilliard : une jeune fille amoureuse
- Lawrence Grossmith : Pedro
- Clifford Heatherley : jeune masseur
- Morland Graham : Hector, le cuisinier de Don Juan
- Edmund Breon : Cardona, le dramaturge
- Betty Hamilton : femme d'un homme d'affaires
- Rosita Garcia : femme d'un homme d'affaires
- John Brownlee : un chanteur
- Annie Esmond
- Toto Koopman : une actrice
- Hay Petrie
- Margaretta Scott : Pepilla
- Spencer Trevor
- Edmund Willard
- Florence Wood

## Bande originale ou chansons du film
- Chansons interprétées par John Brownlee (en) et Binnie Barnes

## Autour du film
- Ce film était destiné à marquer le retour de Douglas Fairbanks à l'écran, mais il fut un échec commercial et de fait le dernier film de l'acteur.